# بوديخرافن-ريودايك
بوديخرافن-ريودايك هي مدينة وبلدية غرب هولندا، في مقاطعة جنوب هولندا.

## طوبوغرافيا
خريطة طوبوغرافية هولندية لبلدية بوديخرافن-ريودايك، يونيو 2015، (تقرأ بعد ثلاث نقرات على الخريطة).